# Irlanda ai Giochi della X Olimpiade
L'Irlanda partecipò ai Giochi della X Olimpiade, svoltisi a Los Angeles, Stati Uniti, dal 30 luglio al 14 agosto 1932, con una delegazione di 16 atleti impegnati in tre discipline.

## Medagliere

### Per discipline
| Sport            | Oro | Argento | Bronzo | Totale |
| ---------------- | --- | ------- | ------ | ------ |
| Atletica leggera | 2   | 0       | 0      | 2      |
| Totale           | 2   | 0       | 0      | 2      |

### Medaglie
| Medaglia | Atleta          | Sport            | Evento              |
| -------- | --------------- | ---------------- | ------------------- |
| Oro      | Bob Tisdall     | Atletica leggera | 400 metri ostacoli  |
| Oro      | Pat O'Callaghan | Atletica leggera | Lancio del martello |